# Lexus LX
Lexus LX — це люксові позашляховики, які виготовляє корпорація Toyota Motor Corporation з 1995 р. під маркою Lexus.

## Перше покоління (1995—1997)

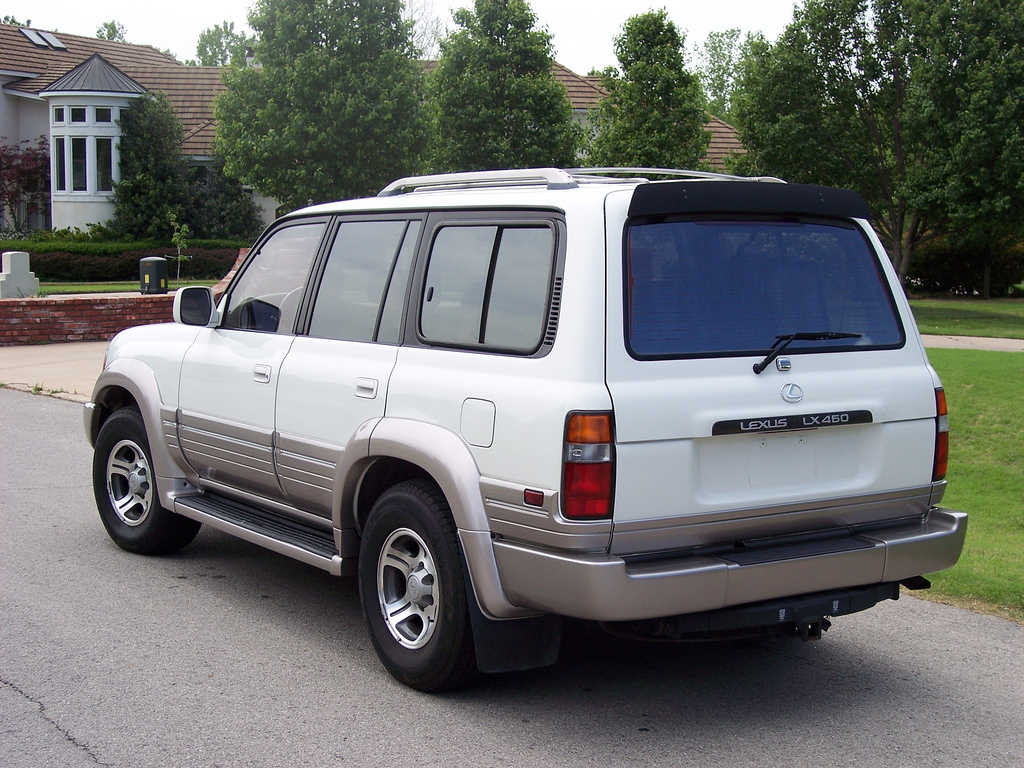
Lexus LX 450

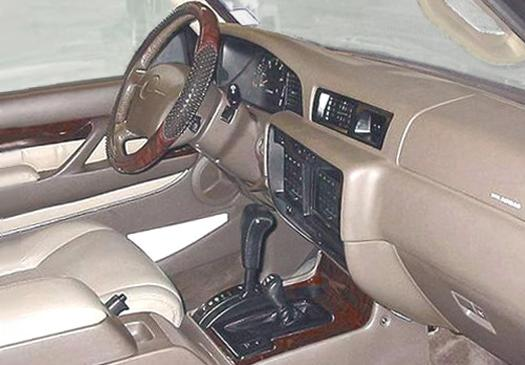
Lexus LX 450

Створюючи свій бренд в 1989 році, фахівці Lexus ставили перед собою завдання створити витончений, вишуканий і неповторний стиль у поєднанні з новаторськими технологіями і бездоганною надійністю.
У 1995 році з'являється повнопривідний похашляховик Lexus LX 450, що поєднує стиль розкішного представницького автомобіля з перевагами позашляховика Toyota Land Cruiser 80. Автомобіль має рамну конструкцію і оснащується 4,5-літровим двигуном I6 потужністю 212 к.с. з 4-ступінчастою автоматичною КПП. Потужний силовий агрегат забезпечує хорошу динаміку розгону. Якщо порівнювати з Toyota, LX 450 має більш м'яку підвіску.
В обробці інтер'єру використані шкіра і високоякісний пластик. Салон вміщує вісім чоловік і має три ряди сидінь. Сидіння другого ряду можна скласти повністю, на третьому ряді сидіння складаються і закріплюються з боків, що значно збільшує об'єм багажника. Задні двері складаються з двох горизонтальних частин, при необхідності утворюючи зручний вантажний майданчик. На автомобілі встановлена система ABS.
Позашляховик Lexus LX 450 в першу чергу призначався для продажу в США та Канаді.

### Двигун
- 4.5 л 1FZ-FE I6 212 к.с.

## Друге покоління (1998—2007)

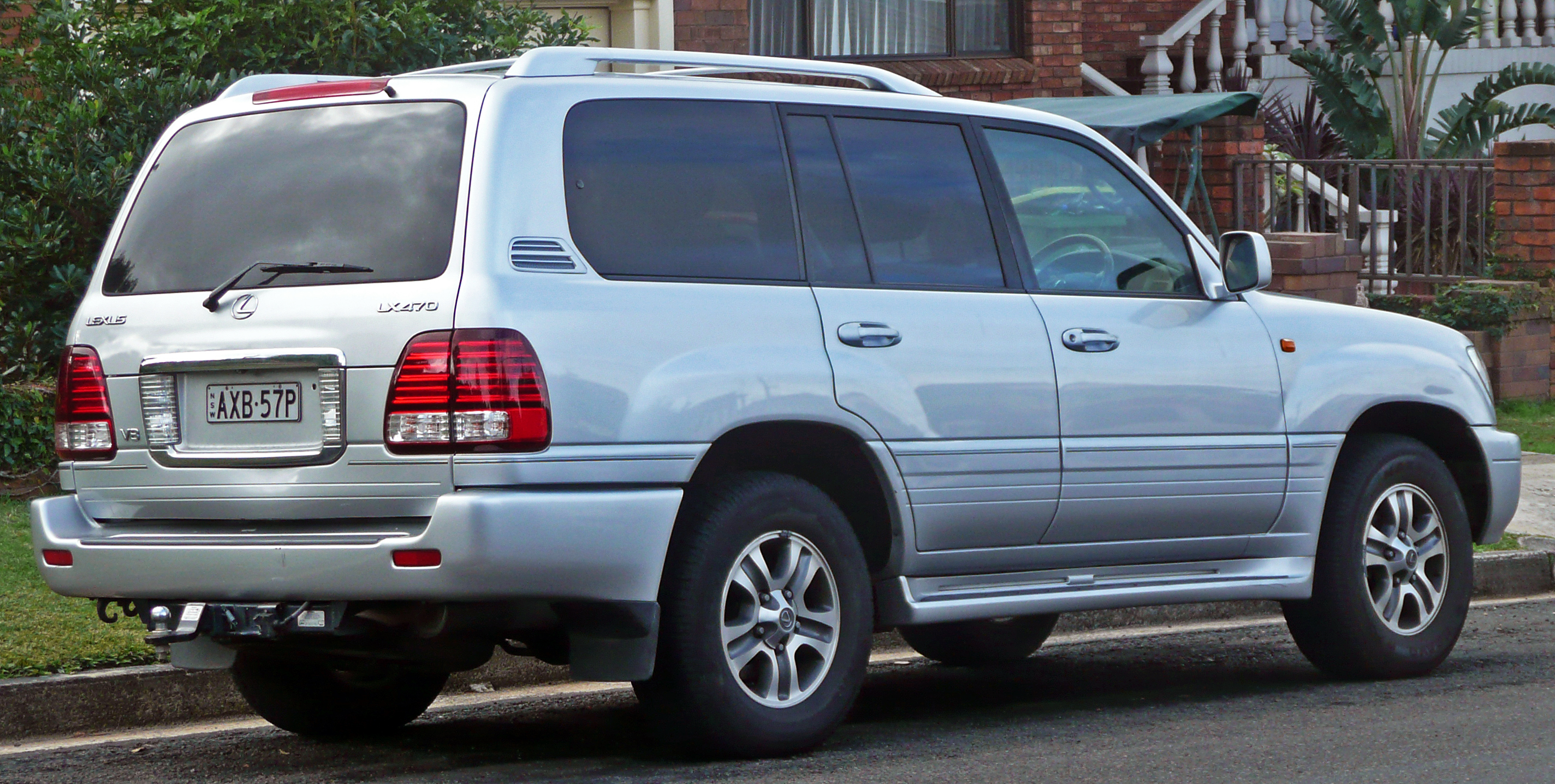
Lexus LX470

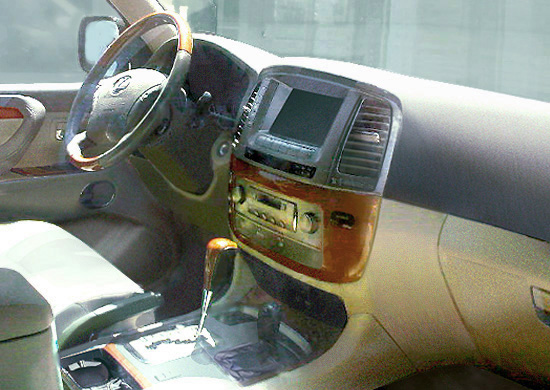
Lexus LX470

У 1998 році LX 450 змінив LX 470. Великий представницький позашляховик Lexus LX 470 є по суті люксовим варіантом моделі Toyota Land Cruiser 100, що цілком закономірно, бо його попередник LX 450 був прямим нащадком Toyota Land Cruiser 80.
Спеціально для LX 470 була представлена своя колірна гамма кузова — дорога перламутрова емаль покриває всю поверхню автомобіля.
Просторий салон Lexus LX 470 розрахований на вісім чоловік. Передні сидіння мають вісім електрорегулювань, в тому числі поперекового підпору. Кермо автоматично присувається до водія відразу після повороту ключа і відсувається при витяганні ключа для полегшення виходу з автомобіля. Рульовий механізм рейкового типу і з гідропідсилювачем. Приладовий щиток характеризується бездоганною чіткістю зображення і оригінальним підсвічуванням. Сидіння оброблені високоякісною дорогою шкірою. Повністю відповідають загальному інтер'єру і численні вставки з натурального дерева. На додачу до цього — відмінне звучання аудіосистеми і клімат контроль для задньої частини салону в базовому оснащенні.
Окремо варта уваги функція зміни дорожнього просвіту завдяки пневматичній підвісці. Максимально високе положення LX — таке саме, як і на Land Cruiser 100, а от опуститися до дороги Lexus може значно нижче (різниця з Toyota — цілих 7 сантиметрів), з чого випливає, що розробники в першу чергу ставили перед собою завдання зниження центру тяжіння авта для руху по асфальту.
У важких ситуаціях в силу вступає гальмівна система з вентильованими гальмівними дисками, системами контролю ABS, EBD і TRC. На варті безпеки пасажирів високоефективні подушки безпеки — передні і бічні. Lexus LX470, на відміну від Toyota Land Cruiser, має можливість встановлення ксенонових фар як опцію.
Lexus LX 470 має рамну конструкцію. Під капотом у нього знаходиться V8 об'ємом 4,7 л потужністю 234 к.с. Це найбільший двигун, який коли-небудь ставили на автомобілі цієї марки на той час. Попри те, що це позашляховик класу люкс, він все одно здатний підкорювати гори, так як оснащений повним приводом з блокуванням міжосьового диференціалу. Потужність двигуна передається колесам через 5-ти ступінчасту коробку передач, контрольовану електронікою, яка дозволяє поліпшити розгін на маленьких швидкостях, а також забезпечити спокійну плавну їзду на шосе.
Передня підвіска Lexus LX470 — незалежна, важільно-торсіонного типу, задня — залежна і використовує гвинтові пружини, нижні подовжні і поперечні важелі. Спереду і ззаду встановлені амортизатори поперечної стійкості.

### Двигуни
- 4.7 л 2UZ-FE V8 230 к.с.
- 4.7 л 2UZ-FE V8 235 к.с.
- 4.7 л 2UZ-FE V8 268 к.с.

## Третє покоління (2008—2022)

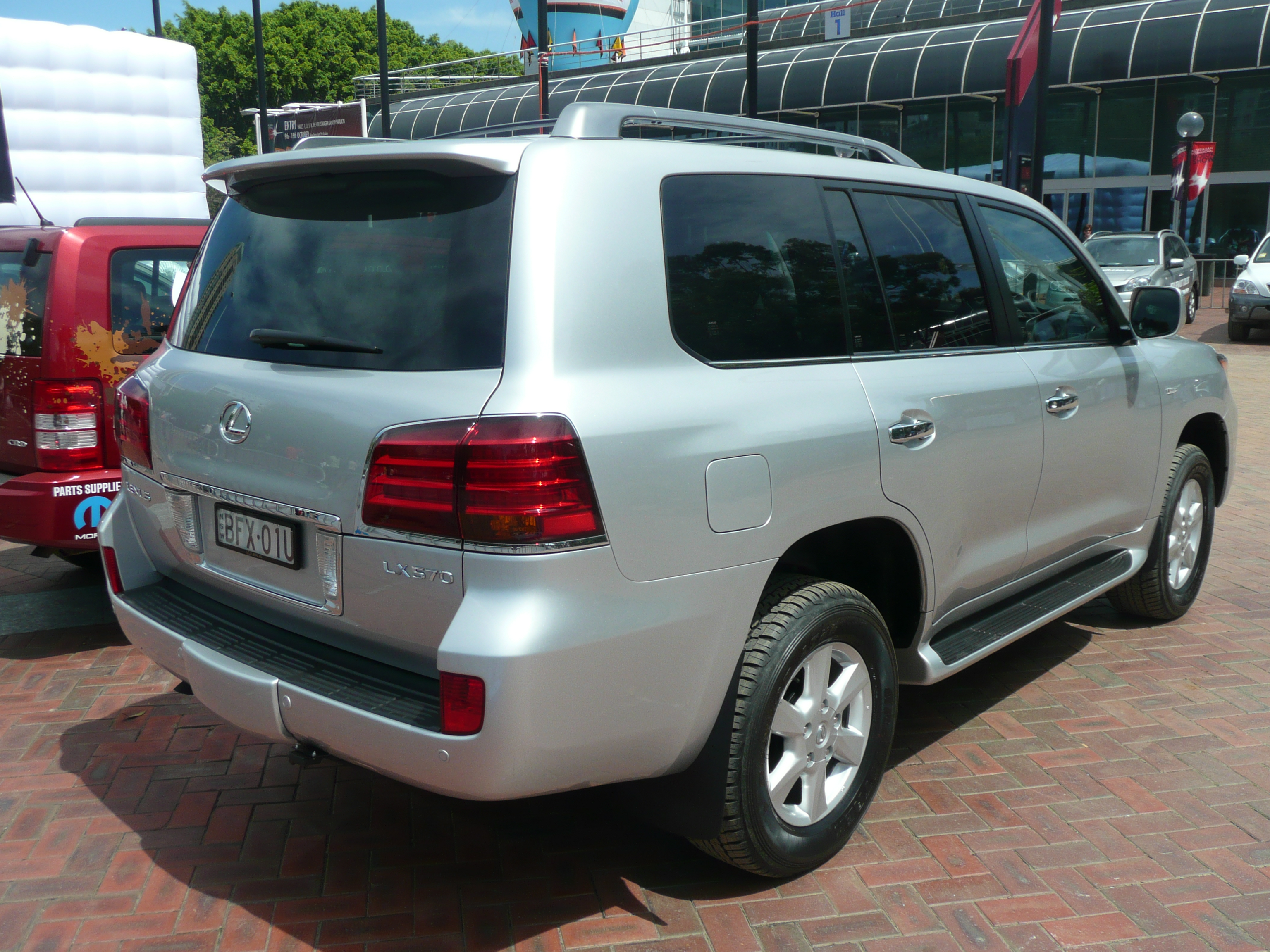
Lexus LX570 (2008—2012)

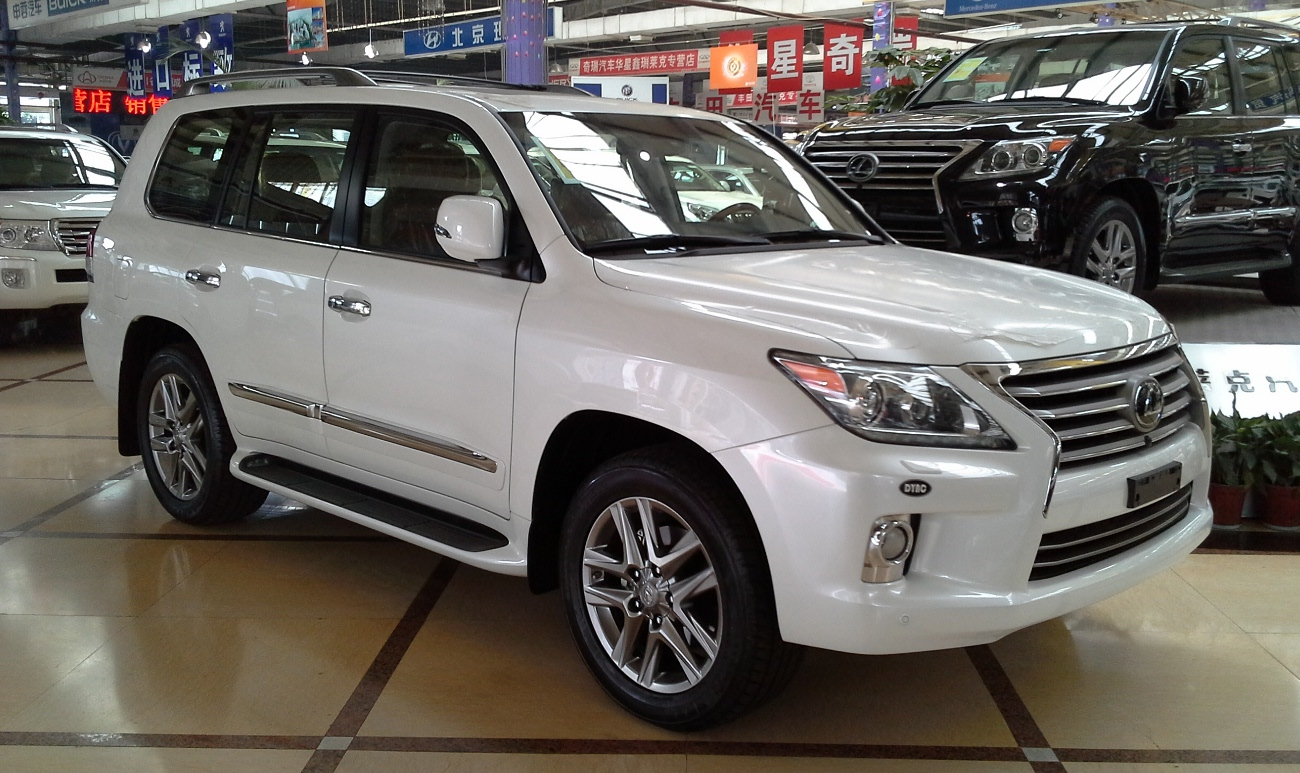
Lexus LX570 (2012—2015)

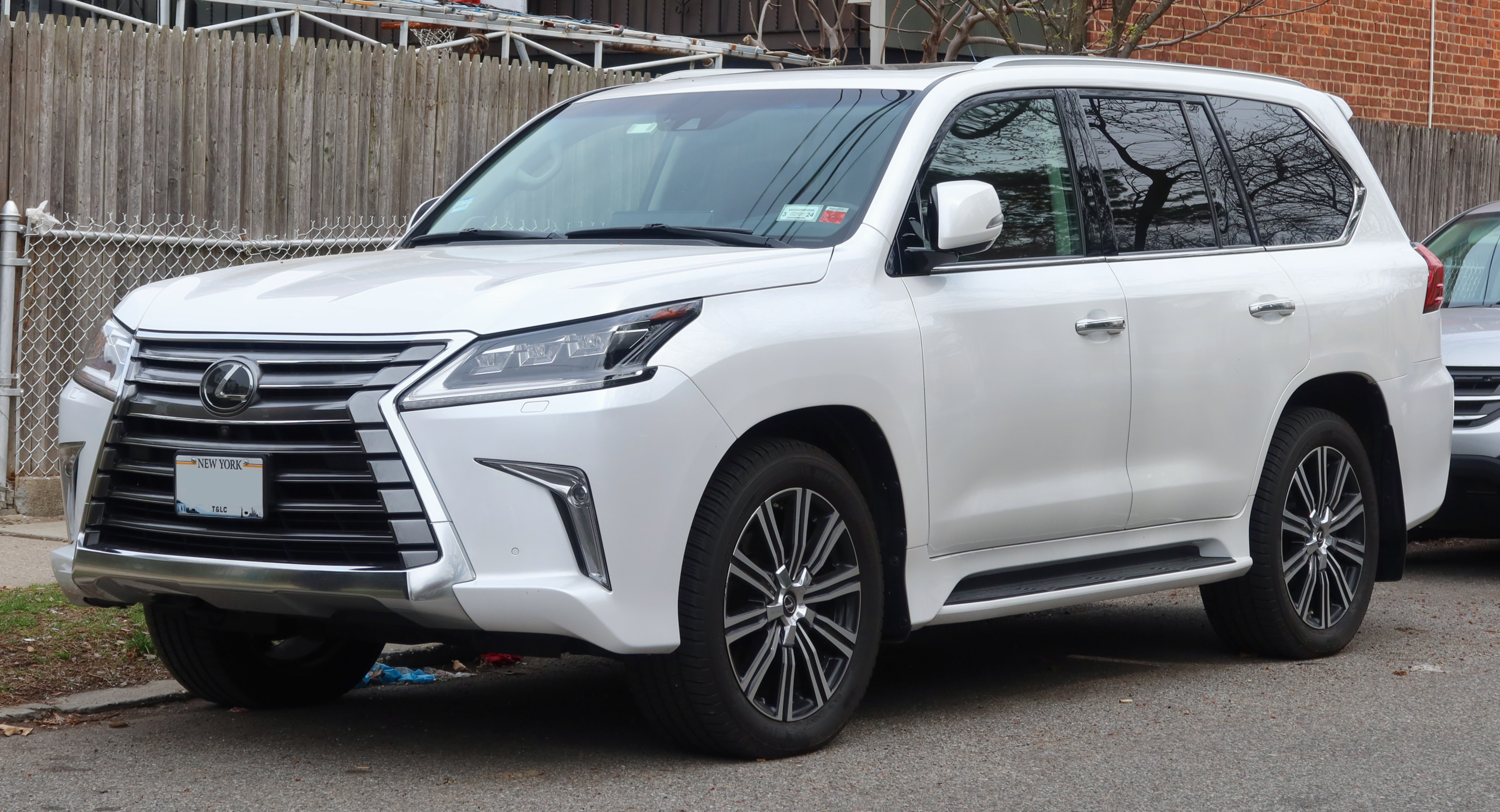
Lexus LX570 (з 2015)

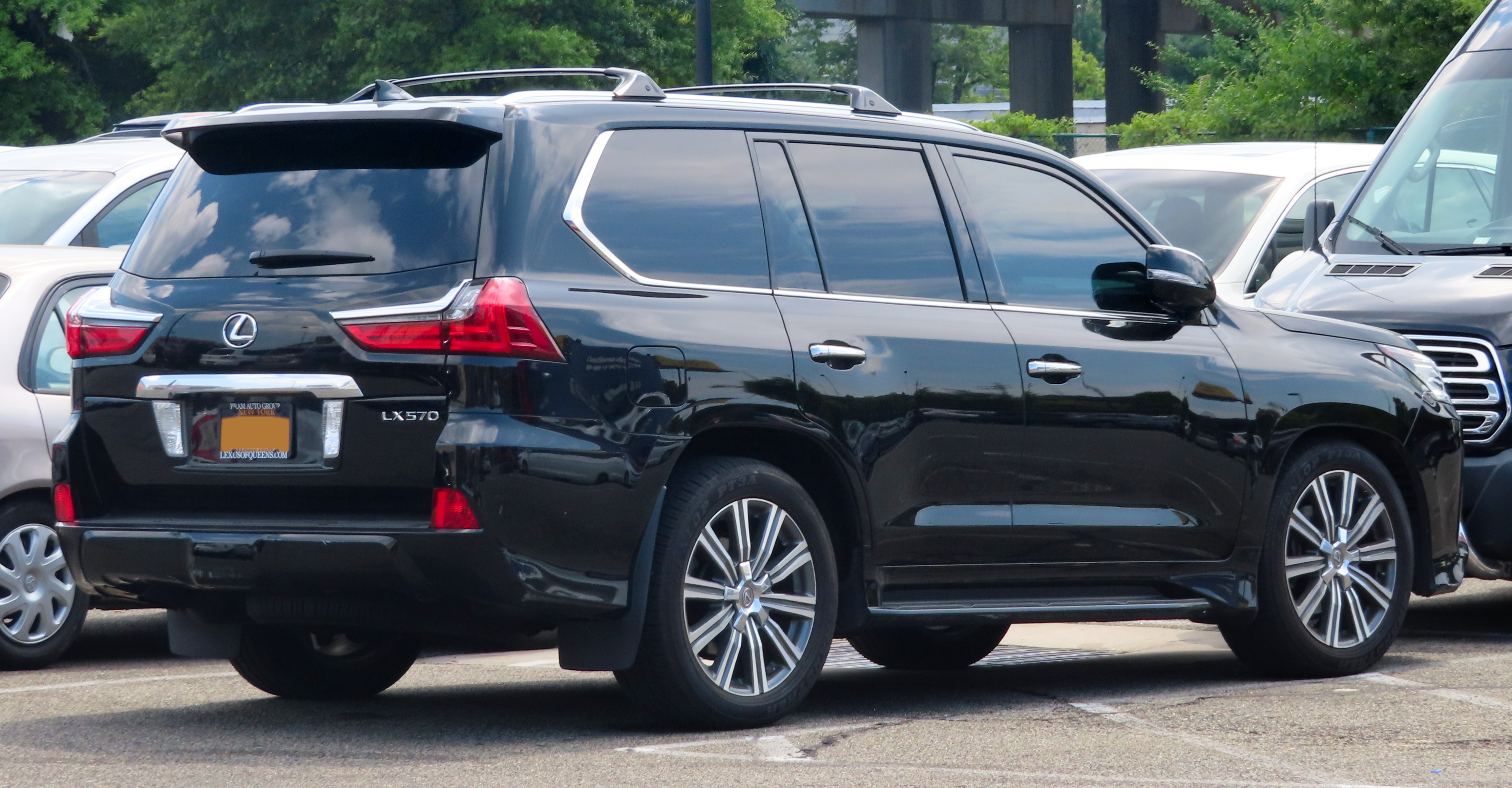
Lexus LX570 (з 2015)

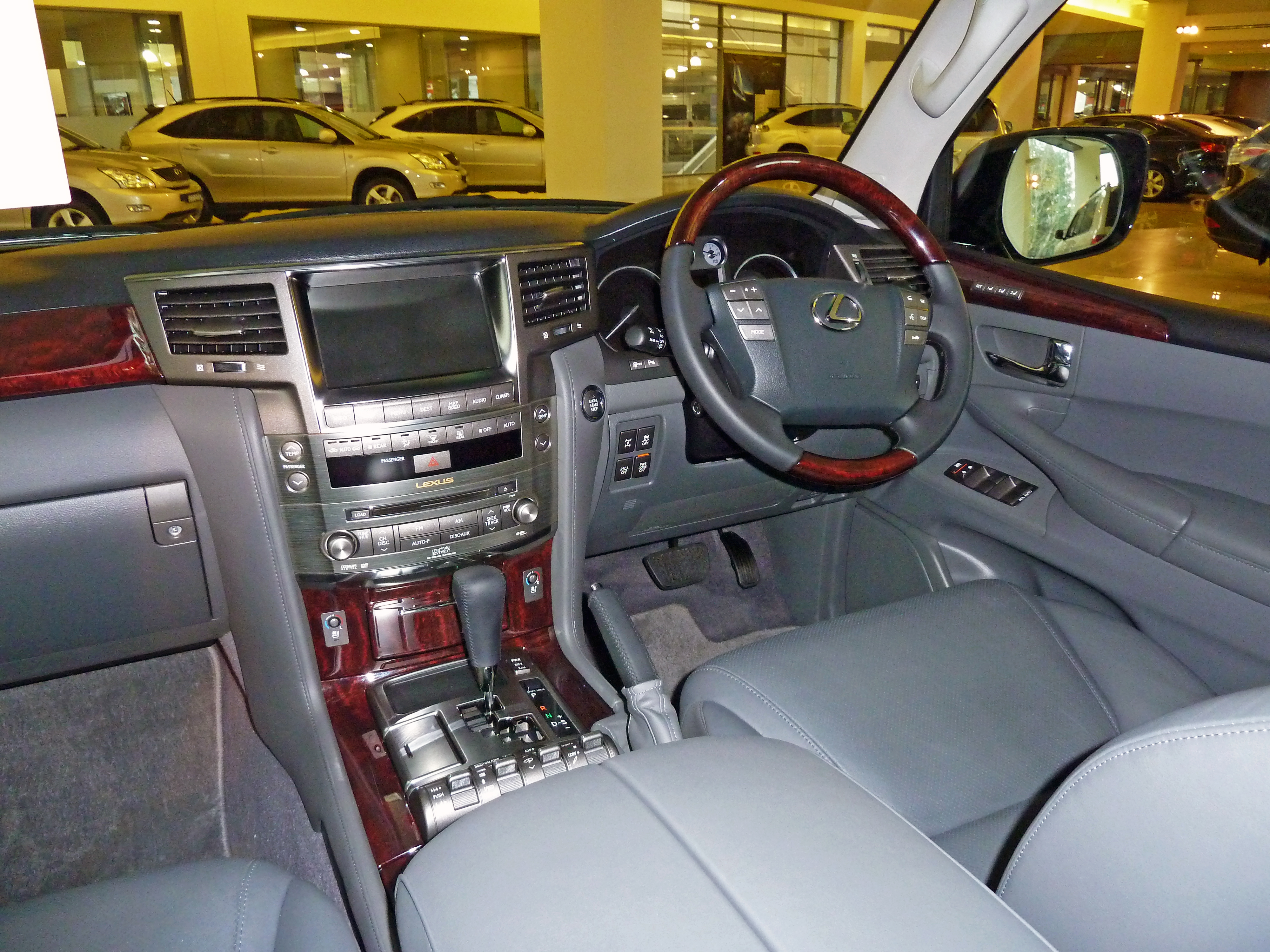
Lexus LX570 (праворульна версія)

У 2007 році дебютувало третє покоління в модельному ряду LX. Lexus LX 570 змінив LX 470. Автомобіль зберіг основні якості попередника, але при цьому було значно покращено найважливіші характеристики. Перш за все, залишлася на місці рамна конструкція. Зовнішність, як і раніше, виконана у фірмовому стилі японської марки, але новий вигляд LX став агресивнішим за рахунок оригінального дизайну широкої решітки радіатора з кутами у формі наконечника стріли, заднього аеродинамічного спойлера і великих видозмінених фар. Яскраво виражені колісні арки вносять в елегантний силует автомобіля відчуття монументальності. Масивні задні двері підкреслюються великими блоками ліхтарів. Вишукані хромовані вставки вигідно відтіняють оптику і номерний знак.
LX 570 оснащений повнорозмірним запасним колесом, яке закріплене на днищі автомобіля, що дозволяє заощадити значний простір усередині, і не псує зовнішній вигляд. Автомобіль помітно додав у габаритах в порівнянні з попередником. Довжина повнопривідного Lexus LX 570 становить 4990 мм, ширина — 1970 мм, висота — 1920 мм, що на 60, 28 і 40 мм відповідно більше, ніж у попереднього покоління. Салон може вмістити до 8 пасажирів. Другий ряд сидінь при необхідності або складається (40/20/40), або повністю знімається, сидіння третього ряду компактно складаються і закріплюються з боків салону.
Позашляховик обладнали активною електрогідравлічною підвіскою, яка дозволяє водієві змінювати дорожній просвіт, а також зменшує крен кузова в поворотах. Lexus LX 570 також обладнаний новою системою Crawl Control, що автоматично підтримує швидкість 1, 3 або 5 км/год на бездоріжжі. Автомобіль насичений різними електронними системами, які полегшують життя водієві. Наприклад, система Intuitive Park Assist за допомогою розташованих по периметру відеокамер передає на дисплей на центральній консолі зображення і відстані до навколишніх перешкод. Крім того, переднє освітлення стало ще більш адаптованим для руху в темний час доби — система AFS забезпечує рухливість передніх фар під час здійснення різних маневрів на трасі. Будь-який поворот керма наслідується поворотом фар у тому ж напрямку, що дозволяє освітлювати більший простір у потрібному напрямку. Нова мульти-ландшафтна гальмівна система з ABS, дозволяє значно скоротити гальмівний шлях на таких дорожніх покриттях, як пісок або гравій.
Автомобіль оснащують двигуном V8 з робочим об'ємом 5,7 л потужністю 367 к.с., мотор агрегатується з шестиступінчастою автоматичною коробкою передач з можливістю ручного перемикання. При цьому викид шкідливих речовин в атмосферу Lexus LX 570 став істотно менше, ніж у LX 470. LX 570 на 54 % потужніший за свого попередника. Буксирувальна здатність моделі 3 850 кг.
Базова комплектація LX 570 обладнана чотиризонним клімат-контролем, навігаційною системою з інтерфейсом Bluetooth, аудіосистемою Mark Levinson з 19 динаміками, сидіннями з електрорегулюванням, а також 18-дюймовими легкосплавними колісними дисками з шістьма спицями, які мають елегантний тривимірний дизайн. В Україні автомобіль представлений у двох комплектаціях: Premium і Luxury. Покупцеві запропоновані на вибір 7 кольорів кузова та два варіанти кольору салону, що включають бежеву або сіру шкіряну оббивку.
Безпеку Lexus LX 570 забезпечують 10 подушок безпеки: передні для водія і пасажира, бічні подушки і шторки безпеки для другого ряду, та шторки безпеки на вікнах третього ряду сидінь. Можна також зазначити активні підголівники для водія і переднього пасажира, ремені безпеки з переднатягувачами і для другого ряду, і систему контролю тиску в шинах.
У 2012 році модель модернізували.
В квітні 2014 року в Кувейті представлено версію LX 570 Supercharger з V8 5,7 л з турбонадувом потужністю 455 к.с.
У 2015 році модель модернізували вдруге, автомобіль отримав турбодизель 4.5 л від Toyota Land Cruiser потужністю 272 к.с. 650 Нм. Lexus LX отримав веретеноподібну решітку радіатора та світлодіодні передні фари. На додачу з'явилась нова восьмиступінчаста автоматична коробка передач та система автоматичного паркування. До базового оснащення входять: чотиризонний клімат-контроль, люк з електроприводом, кермо, регульоване електроприводом в усіх напрямках, шкіряна оббивка з можливістю обрати дерев'яні вставки та водійське сидіння з 14 режимами налаштування. Також, вже у «базі» встанволено новий 12.3-дюймовий екран інформаційно-розважальної системи, яким можна користуватись за допомогою контролера на центральному тонелі. До самої системи входять: аудіосистема на 9 динаміків з HD радіо, Bluetooth та USB/iPod входами. На додачу до стандартних 10 подушок безпеки, передбачено наявність системи, яка у разі аварії повідомить рятувальні служби. До переліку опцій цього позашляховика також включено преміум-аудіосистему Mark Levinson і розважальну систему з двома 11.2-дюймовими екранами для пасажирів задніх сидінь. Також, передбачено наявність проєкційного дисплею на лобовому склі та пакету «Enform» з функцією дистанційного управління. Іншими опціями є 21-дюймові колісні диски та пакет «Luxury» з функцією підігріву сидінь другого ряду, напіваніліновою шкірою та контрастними стіжками.
Влітку 2020 року LX отримав рестайлінг у відносно стриманій манері дизайну. Під капотом залишився 5,7-літровий двигун V8, що виробляє 383 к.с. та 546 Нм.
Lexus освіжив зовнішній вигляд LX для 2021 модельного року двома пакетами оформлення: Sport та Inspiration. Останній вийде в лімітованій кількості.

### Двигуни
Бензинові
- 4.7 л 2UZ-FE V8 271 к.с. (2007—2012, Гонконг)
- 4.6 л 1UR-FE V8 313 к.с. (з 2012, Гонконг)
- 5.7 л 3UR-FE V8 367 к.с.
- 5.7 л Supercharger 3UR-FE V8 455 к.с.

Дизельний
- 4.5 л 1VD-FTV (D-4D) V8 турбодизель 272 к.с.

## Четверте покоління (з 2022)

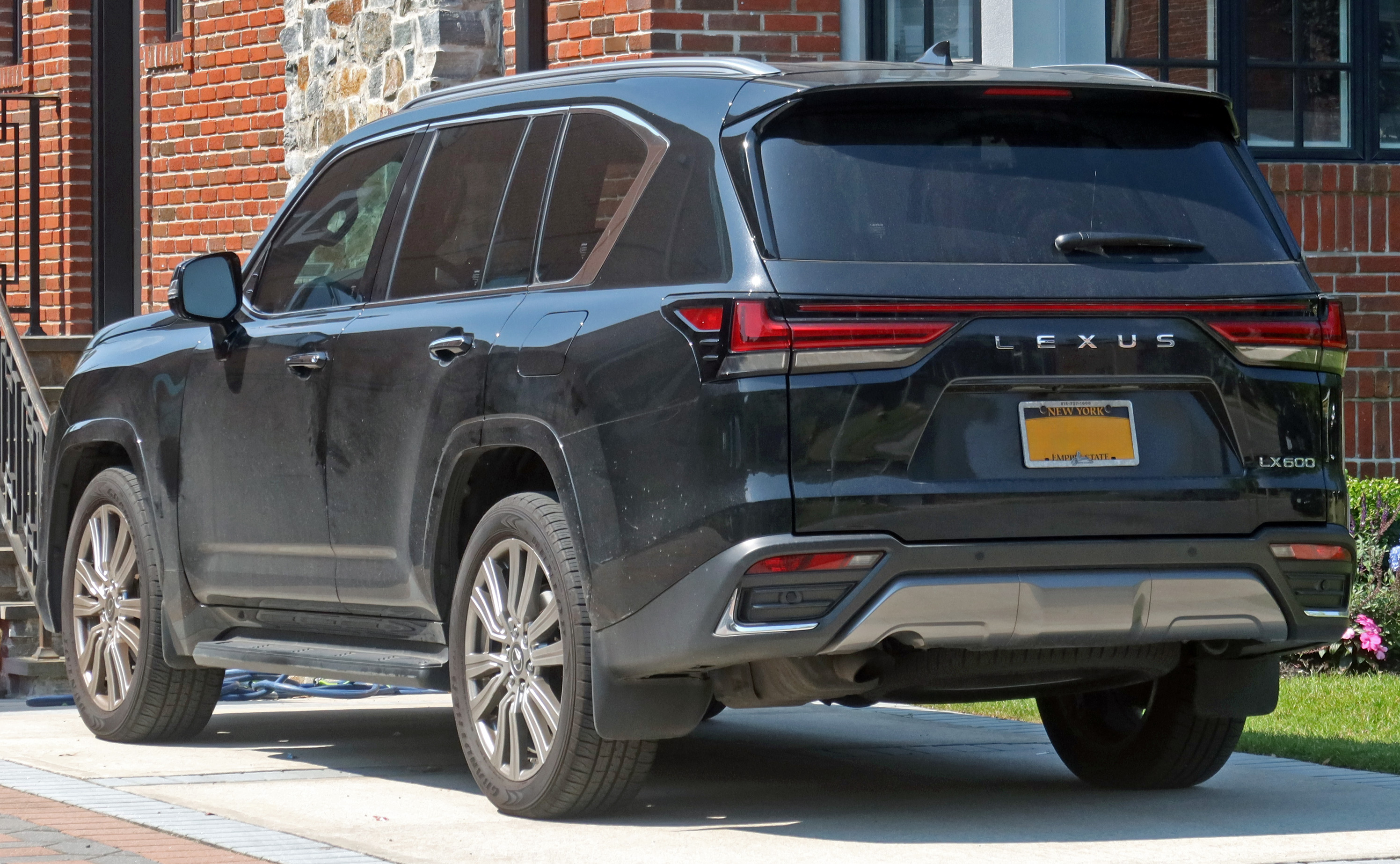
Lexus LX 600 (J310)

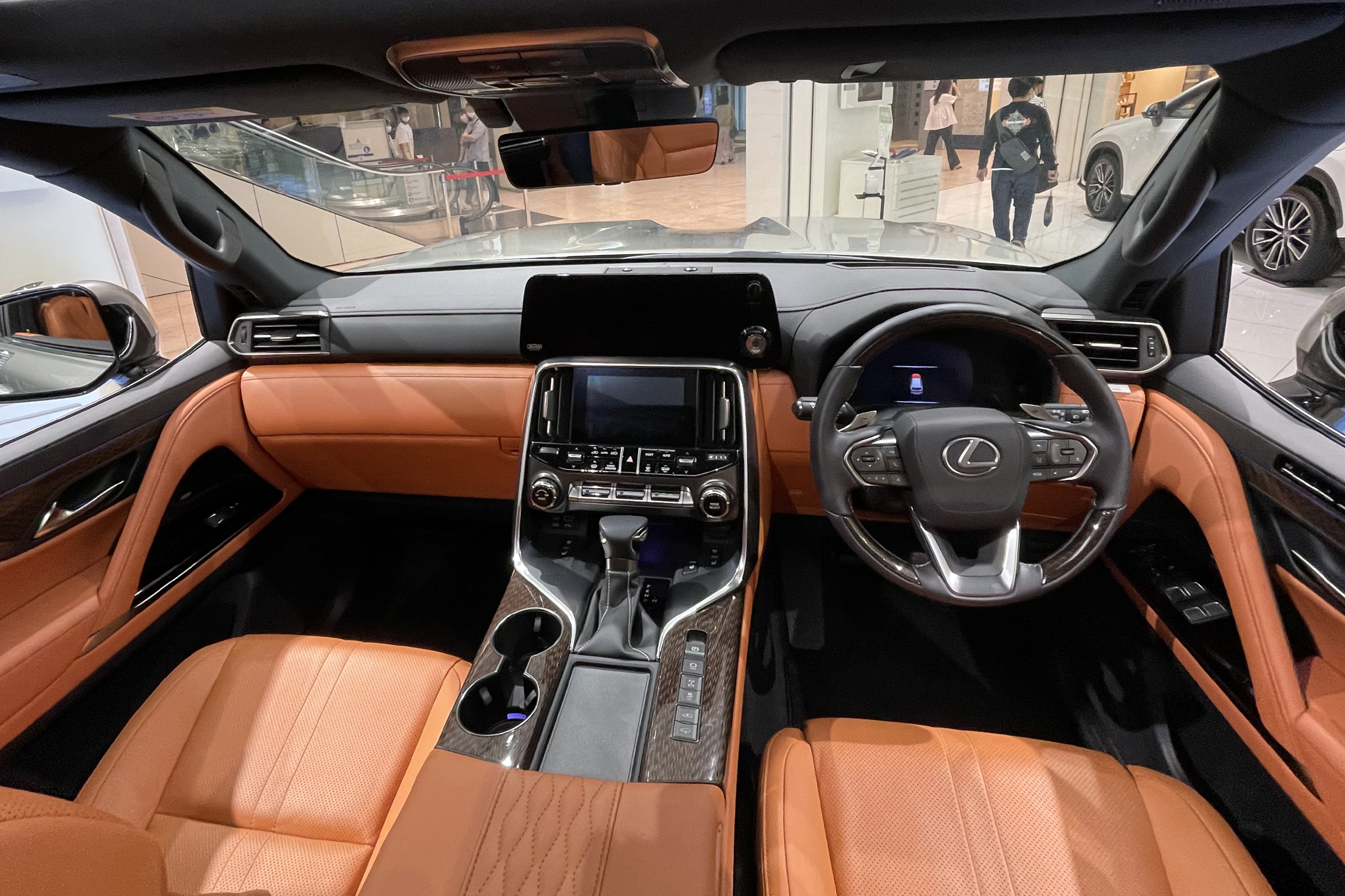

13 жовтня 2021 року дебютував Lexus LX четвертого покоління. Автомобіль отримав сучасну платформу TNGA GA-F, скинув в порівнянні з попередником близько 200 кг. У версії LX 600 (VJA310) автомобіль отримав бензиновий двигун 3.5 л V35A-FTS V6 415 к.с. 650 Нм, а у модифікації LX 500d (FJA300) — твінтурбодизель V6 3.3 F33A-FTV 300 к.с. 700 Нм. Обидва мотори комплектуються 10-ст. АКПП.
Lexus LX 2023 доступний у чотирьох-, п'яти- та семимісній конфігураціях салону. 

### Двигуни
Бензиновий
- 3.4 L V35A-FTS twin-turbo V6 (LX 600; VJA300) 415 к.с. 650 Нм

Дизельний
- 3.3 L F33A-FTV twin-turbo V6 (LX 500d; FJA300) 300 к.с. 700 Нм

## Продажі в США
Дані про продажі Lexus LX отримані з річних даних виробника.
| Покоління | Модель | Рік    | Всього авто (США) |
| --------- | ------ | ------ | ----------------- |
| UZJ100    |        |        |                   |
| LX 470    | 2000   | 14,732 |                   |
| LX 470    | 2001   | 9,320  |                   |
| LX 470    | 2002   | 9,231  |                   |
| LX 470    | 2003   | 9,193  |                   |
| LX 470    | 2004   | 9,846  |                   |
| LX 470    | 2005   | 8,555  |                   |
| LX 470    | 2006   | 5,595  |                   |
| LX 470    | 2007   | 2,468  |                   |
| URJ200    | LX 570 | 2008   | 7,915             |
| URJ200    | LX 570 | 2009   | 3,616             |